# Luci Cispi
Luci Cispi (en llatí Lucius Cispius) va ser un militar romà del segle i aC. Formava part de la gens Císpia, una antiga gens romana d'origen plebeu.
Era un dels oficial de Juli Cèsar a la guerra a l'Àfrica, on va dirigir una part de la flota. Segurament és el mateix oficial que Luci Munaci Planc menciona en una carta a Ciceró l'any 43 aC amb el nom de Cispi Leu. Un deutor de Ciceró portava el nom de Cispi, però es desconeix si era la mateixa persona.